# ۱۱۸۱ (قمری)
۱۱۸۱ (قمری)، هزار و صد و هشتاد و یکمین سال در گاهشماری هجری قمری است. اول محرم این سال برابر با سی‌ام مه سال ۱۷۶۷ میلادی است.

## زادگان
- سید محمدباقر شفتی : فقیه و روحانی شیعه.

## درگذشتگان
- محمدرحیم بن محمدجعفر سبزواری ، قاضی و شیخ الاسلام اصفهان در زمان نادر شاه